# Ciudad del Aire (San Javier)
La Colonia Julio Ruiz de Alda, coloquialmente llamada Ciudad del Aire, es un barrio de la pedanía de Santiago de la Ribera, que es la pedanía más poblada de San Javier en la comunidad autónoma de Murcia en España. Se encuentra en el litoral del Mar Menor limitando a un extremo con Lo Pagán (perteneciente a San Pedro del Pinatar) por la parte inferior y con Aldeas del Villar por la superior y al otro con Santiago de la Ribera que es pedanía de San Javier. La salida de la avenida España conduce al Centro Comercial Dos Mares.
Fue construida en la década de 1940 como colonia militar al borde del Mar Menor, pero está reconocida como barrio del municipio de San Javier. Antiguamente allí se alojaban los militares que llegaban con sus familias a prestar servicios en la Academia General del Aire.
En Alcalá de Henares, Madrid, existe otro barrio llamado Ciudad del Aire y que en los años 70 del siglo XX fue diseñado y construido para militares y sus familias.